# Remada
Remada, scritto anche Ramada, (in arabo رمادة‎?) è una città  del sud della Tunisia.
Fa parte del governatorato di Tataouine e  della delegazione di Remada.   La città conta 4 606 abitanti.
La città di Remada è la città più meridionale della Tunisia (609 chilometri a sud di Tunisi), situata sul limite orientale del deserto del Grande Erg Orientale (78 chilometri a sud di Tataouine).
Remada è il capoluogo della delegazione omonima, che conta 10 280 abitanti. La delegazione di Remada occupa più della metà della superficie del Governatorato di Tataouine, ma la popolazione qui abitante è solo del 7% ed è concentrata in nuclei abitati molto ridotti e sparsa campi di fortuna o stazioni nomadi.
Remada venne in principio costruita come un grande villaggio-prigione dai francesi, oggi ospita invece una base militare tunisina.
Durante la prima guerra mondiale, i francesi occuparono la città e vi costruirono delle abitazioni per i loro soldati.
A circa 6 km a nord scorre lo uadi Semnan. L'economia è basata sugli allevamenti, in quanto il terreno è molto secco, e l'agricoltura non è molto sviluppata. L'industria è praticamente inesistente. Poco più a sud, circa a 13 chilometri, sono presenti degli ksar (Ksar Sakdel), ma l'attrazione turistica è irrilevante. Molte persone vivono con la vendita di prodotti di contrabbando provenienti dalla Libia.